# Кровь драконов
Кровь драконов (англ. Dragonsblood) — научно-фантастический роман Тодда Маккефри, основанный на вселенной Всадников Перна, созданной его матерью, Энн Маккефри.

## Описание сюжета
Ближе к концу Первого Прохождения Алой Звезды, пожилая Цветок Ветра, генетик и дочь легендарной Китти Пинг, замечает постепенную потерю необходимых технологий для жизни пернитов. Она и её бывший ученик Тьеран увидели, как две огненные ящерицы буквально упали с неба. Одна из них, золотая, умирает по прибытии, и очевидно, что обе они больны. Коричневого файра спасли, используя последний из антибиотиков. Не зная, является ли болезнь огненной ящерицы заразной, они поместили его в карантин, пока не выздоровеет. Тьеран узнаёт имя огненной ящерицы, Гренн, оно было написано на упряжи, одетой на нём. Дальнейшее исследование украшения на упряжи Гренна, приводит к невероятным выводу, что он из будущего. Так как огненные ящерицы оригинальный проект, который Китти Пинг использовала для создания драконов, они считают, что это будущая болезнь может быть заразной для драконов.
Около 400 лет спустя, в начале Третьего Прохождения Алой Звезды, талантливая молодого художница и целитель, Лорана, плывёт на корабле, работая там. Отчаянно пытаясь спасти её двух огненных ящериц, Гренна и Гарт, во время шторма в море, она велит оставить её и считает, что они мертвы. Её находят на пляже всадники из Вейра Бенден, и она выздоравливает как раз вовремя, чтобы запечатлеть Ариту, золотого дракона. Между тем драконы и файры умирают от неизвестной болезни. Задача Лораны: спасти драконов Перна.